# Pristomyrmex bispinosus
Pristomyrmex bispinosus é uma espécie de formiga do gênero Pristomyrmex, pertencente à subfamília Myrmicinae.